# The Reading 120
The Reading 120 is een professionele wielerwedstrijd verreden in de buurt van Souderton in Montgomery County, Pennsylvania, Verenigde Staten. In 1998 werd de wedstrijd opgericht door ex-renner John Eustice. De koers maakt deel uit van de UCI America Tour in de categorie 1.2. Sinds de oprichting werd de koers verreden onder de naam Univest GP, in 2012 veranderde de naam naar Bucks County Classic, sinds 2015 wordt de koers verreden onder de huidige naam.